# Káto Spíleo
Káto Spíleo (grec moderne : Κάτω Σπήλαιο) est une localité située dans le dème de Corfou-Sud, dans le district régional de Corfou, dans la périphérie des Îles Ioniennes, en Grèce.
Selon le recensement de 2021, elle compte 74 habitants.